# Spalacomimus verruciferus
Spalacomimus verruciferus är en insektsart som först beskrevs av Karsch 1887.  Spalacomimus verruciferus ingår i släktet Spalacomimus och familjen vårtbitare. Inga underarter finns listade i Catalogue of Life.